# Lukavice (Fluss)
Die Lukavice, auch Selka (deutsch Brünnelbach) ist ein rechter Zufluss der Oskava in Tschechien.

## Geographie
Die Lukavice entspringt in der Úsovská vrchovina (Ausseer Hügelland) nördlich des Dorfes Pískov im Grund zwischen den Hügeln Skalka (425 m) und Kárník (400 m) in 330 m ü. NN. Auf ihrem Weg nach Südosten liegen am Oberlauf die Orte Sídliště und Troubelice. Danach umfließt sie den Berg Vystříbro (Silberberg, 289 m) und wendet sich bei Lazce in südliche Richtung. Unterhalb des Dorfes überquert die Eisenbahnstrecke von Uničov nach Šumperk die Lukavice. Ihr weiterer Lauf führt unterhalb des Šibeník (Steinberg, 250 m) westlich an der Stadt Uničov vorbei. Nördlich von Dětřichov mündet die Lukavice nach 13 km in 229 m ü. NN in die Oskava. Das Einzugsgebiet des Flusses beträgt 39,6 km². An der Mündung hat sie einen durchschnittlichen Wasserdurchfluss von 0,09 m³/s.

## Zuflüsse
- Medlovský potok (r), bei Uničov